# Mordella aculeata
Mordella aculeata is een keversoort uit de familie van de spartelkevers (Mordellidae). De wetenschappelijke naam is gepubliceerd in 1758 door Linnaeus in de tiende editie van Systema naturae.